# Mischa Krausz

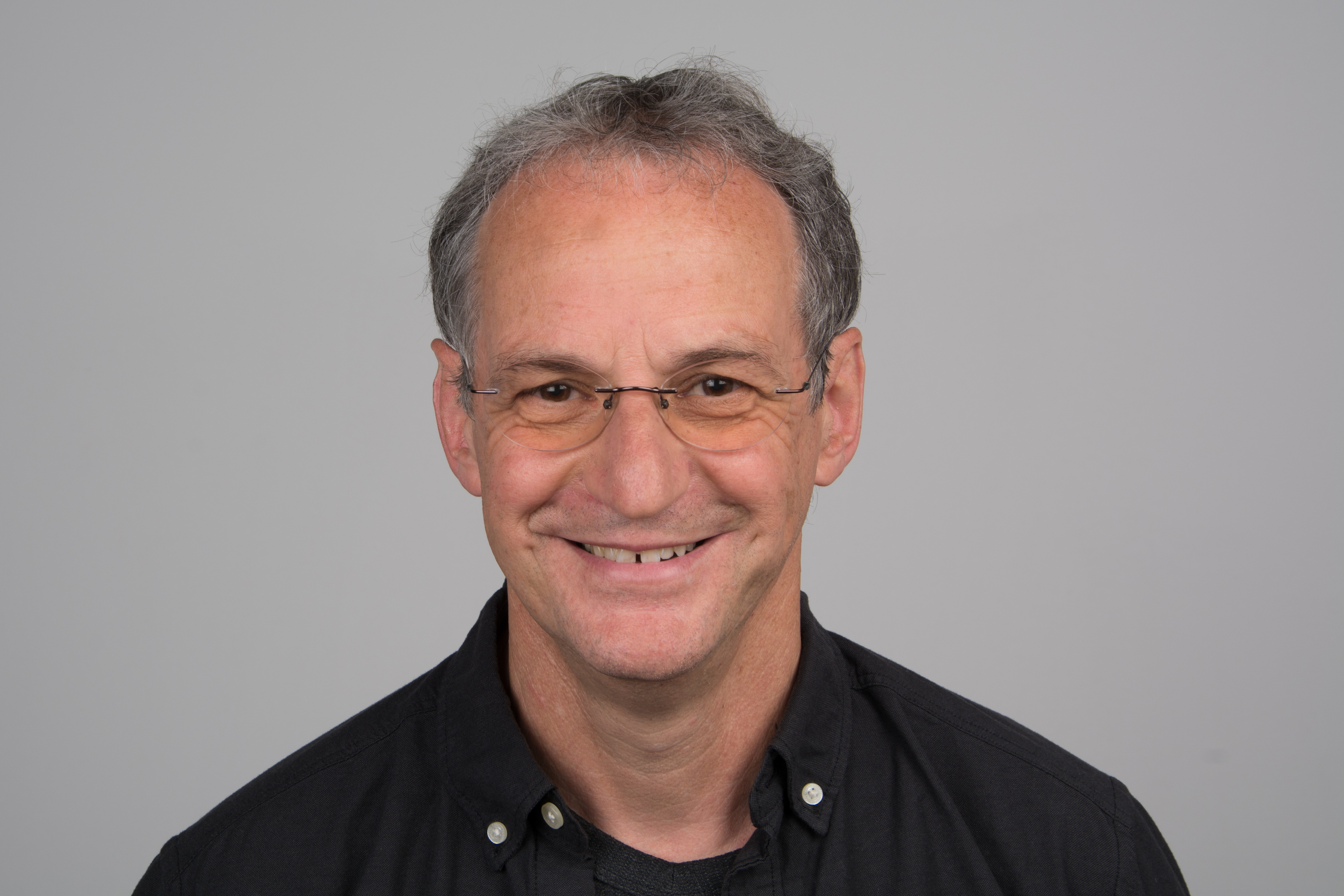
Mischa Krausz (2016)

Michael „Mischa“ W. Krausz (* 2. Oktober 1954 in Afritz/Kärnten) ist ein österreichischer Musiker, Komponist und Produzent.

## Leben und Wirken
Michael Krausz wuchs in Wien auf. Im Jahr 1964 begann er, 10-jährig, seine musikalische Ausbildung am Cello. In den Jahren von 1975 bis 1980 studierte er Elektrische Bassgitarre an der Musik und Kunst Privatuniversität der Stadt Wien. Es schloss sich ein Studium der Orchestrierung am Berklee College of Music in Boston (USA) an.
Im Jahr 1982 begann er mit Arrangement und Produktion, später auch mit Komposition. Krausz spielte bisher als Studiomusiker auf ca. 60 Tonträgern. Im Jahr 2011 gründete er den YouTube-Kanal „Live aus dem Studio Bartberg“ heute „Mischa Krausz‘ Live Sessions“. Künstler wie Wolfgang Ambros, Schiffkowitz, Die Wödmasta, Hotel Kummer, Ammonit, Soundbite, Marcus Matthews, George Nussbaumer und Chaos de Luxe-reloaded spielten alle live und ohne Overdubs ihre Songs ein, gaben Interviews und vermittelten so einen lebendigen Eindruck der Atmosphäre einer Studiosession.
Krausz schrieb und produzierte den österreichischen Beitrag Die Welt dreht sich verkehrt zum Eurovision Song Contest 1995, welcher, gesungen von Stella Jones, den 13. Platz erreichte. Im Folgejahr trat George Nussbaumer mit der Krausz-Komposition Weil’s dr guat got zum Eurovision Song Contest in Oslo an und belegte den 10. Platz. Weiters spielte Krausz live bzw. im Studio für Wolfgang Ambros, Maria Bill, Jose Carreras, Peter Cornelius, Georg Danzer, Defunkt, Hansi Dujmic, Jose Feliciano, Rainhard Fendrich, Alexander Goebel, André Heller, Ludwig Hirsch, Hotel Kummer, Christian Kolonovits, Kottan’s Kapelle, Gary Lux, Sigi Maron, Franz Morak, Opus, Carl Peyer, Erika Pluhar, Etta Scollo, Gert Steinbäcker, S.T.S., Stefanie Werger, Wilfried, Die Wödmasta, und Ina Wolf.
In seinem Studio Bartberg gründete er sein eigenes Label „m.krausz records“ und ist als Film- und Theatermusikkomponist tätig.

## Werke

### Filmmusik
- Artischocke – Musik zum Film (1982)[2]
- Landläufiger Tod – Musik zum Fernsehfilm (1990)[2]
- Averills Ankommen – Musik zum Kinofilm (1992)[2]
- Das Geheimnis – Musik zum Film (1992)[2]
- Die Knickerbocker-Bande: Das sprechende Grab – Musik zum Film (1994)[2]
- Ich gelobe – Musik zum Film (1995)[2]
- Geschäfte – Musik zum Fernsehfilm (1995)[2]
- Die Knickerbockerbande – Musik zur Fernsehserie (1996–1997)[2]
- Diana Sisi – Musik zum Dokumentationsfilm (1999)[2]
- Julia – Eine ungewöhnliche Frau – Musik zur Fernsehserie (1999–2003)[2]
- Hinter den Fassaden: Die Geheimnisse der Wiener Ringstrasse – Musik zum Fernsehfilm (2004)[2]
- Erbin mit Herz – Musik zum Fernsehfilm (2004)[2]
- Blatt und Blüte – Musik zum Fernsehfilm, Regie: Michael Kreindl (2004)[2]
- Lapislazuli – im Auge des Bären – Musik zum Kinofilm, Regie: Wolfgang Murnberger (19)[2]
- Der Winzerkönig – Musik zum Fernsehserie, Regie: Walter Bannert (2006–2010)[2]
- Hashmatsa – Musik zum Dokumentarfilm, Regie: Yoav Shamir (2009)[2]
- Der Täter – Musik zum Fernsehfilm, Regie: Michael Kreihsl (2010)[2]
- Universum: Mit Wölfen unter einer Decke – Musik zur TV-Serie, Regie: Barbara Puskas (2010)[2]
- Buschpiloten küsst man nicht – Musik zum Fernsehfilm, Regie: Christian Theede  (2011)[2]
- Hexe Lilli – Musik zur TV-Serie (2014)[2]
- Ritter Trenk – Musik zum Kinofilm (2015)[2]
- Dokumente, die die Welt bewegen. Aus dem Inneren des Österreichischen Staatsarchivs – Musik zum Dokumentarfilm (2017)[2]

### Bühnenmusik
- Die Fee mit der Kupfernase – Musik zum Theaterstück, Raimundtheater (1986)[2]
- Marantana – Musik zum Theaterstück, Theater im Zelt (1995)[2]
- Weiningers Nacht – Musik zum Theaterstück, Schlosspark Theater (1996)[2]
- Cyrano de Bergerac – Musik zum Theaterstück, Volkstheater Wien (1996)[2]
- Die ganz begreifliche Angst vor Schlägen – Musik zum Theaterstück, Schlosspark Theater (1997)[2]
- Was ihr wollt – Musik zum Theaterstück, Schlosspark Theater (1997)[2]
- Alice In Wonderland – Musik zum Theaterstück, Stadttheater Klagenfurt (1998)[2]
- Mirandolina – Musik zum Theaterstück, Volkstheater Wien (1998)[2]
- Bella Boss und Bulli – Musik zum Theaterstück, Volkstheater Wien (1999)[2]
- Julia, was ist los – Musik zum Theaterstück, Volkstheater Wien (2002)[2]
- Mutter Courage und ihre Kinder – Musik zum Theaterstück, Volkstheater Wien, Regie: Michael Schottenberg (2004)[2]
- Einen Jux will er sich machen – Musik zum Theaterstück, Volkstheater Wien, Regie: Michael Schottenberg (2007)[2]
- Der Besuch der alten Dame – Musik zum Theaterstück, Volkstheater Wien, Regie: Alexander Kubelka (2008)[2]
- Umsonst – Musik zum Theaterstück, Volkstheater Wien, Regie: Michael Schottenberg (2009)[2]
- Der Alpenkönig und der Menschenfeind – Musik zum Theaterstück, Volkstheater Wien, Regie: Michael Schottenberg (2010)[2]
- Baby Doll – Musik zum Theaterstück, Volkstheater Wien, Regie: Niels Peter Rudolph (2010)[2]
- Der aufhaltsame Aufstieg des Arturo Ui – Musik zum Theaterstück, Volkstheater Wien, Regie: Michael Schottenberg (2014)[2]

## Diskografie (Auszug)
- 1979: Peter Schleicher Hart auf hart
- 1980: André Heller: Verwunschen
- 1980: Ludwig Hirsch Zartbitter
- 1981: Erika Pluhar Unterwegs
- 1981: Reinhard Fendrich Und alles is ganz anders word’n
- 1983: André Heller Stimmenhören
- 1983: Maria Bill Maria Bill
- 1984: Hansi Dujmic Hansi Dujmic
- 1984: Kottan’s Kapelle Kottan’s Kapelle
- 1985: André Heller Narrenlieder
- 1985: Hansi Dujmic Aufrecht
- 1985: Christian Kolovits Erbsünden für Fortgeschrittene
- 1985: Wilfried Ganz oder gar net
- 1986: Ludwig Hirsch Landluft
- 1986: S.F. 2 Dicke Luft
- 1987: STS Augenblicke
- 1988: VSPO I-V
- 1988: Andy Radovan Profession
- 1990: Gary Lux City of Angels
- 1991: Wilfried Nachts in der City
- 1993: Gert Steinbäcker Steinbäcker